# Pilatus PC-12
Pilatus PC-12 je jednomotorni turboprop zrakoplov koji se koristi za prijevoz putnika i tereta, uglavnom u sklopu regionalnih letova.

## Tehničke karakteristike
Osnovne karakteristike
- posada: 1 ili 2
- kapacitet: do 9 putnika
- dužina: 14,40 m
- raspon krila: 16,23 m
- površina krila: 25,81 m2
- visina: 4,26 m

Letne karakteristike
- ekonomska brzina: 500 km/h
- dolet: 2.804 km (s putnicima)
- brzina penjanja: 512 m/min
- specifično opterećenje krila: 174.3 kg/m2
- motor: 1 x Pratt & Whitney Canada PT6A-67B turboprop
  - propeler: četverokraki, Hartzell HC - E4A 3D/E10477K

## Vanjske poveznice
- Službena stranica pilatus-aircraft.com